# Torneo Clausura de la Tercera División A de Chile 2013
El Torneo de Clausura de la Tercera División A de Chile 2013,  oficialmente también llamado Campeonato Oficial, fue la 34.º edición de la cuarta categoría del fútbol de Chile, correspondiente a la temporada 2013-2014. Se jugó desde el 7 de septiembre hasta el 28 de diciembre de 2013.
Su organización estuvo a cargo de la Asociación Nacional de Fútbol Amateur de Chile (ANFA) y contó con la participación de catorce equipos. La competición se disputó por jugadores Sub-23, con la excepción de tres jugadores Sub-25 por equipo.
Regresan al torneo desde la Tercera División B, el histórico cuadro de Independiente de Cauquenes, después de 23 años compitiendo en su asociación local y los cuadros de Tomás Greig FC y Sportverein Jugendland que realizan su primera incursión en la categoría. Mientras los equipos de Municipal La Pintana y Municipal Mejillones confirmaron su participación para el torneo de Tercera División A 2013 en calidad de invitado sin opción de ascenso (debido a su inclusión en la Segunda División Profesional), Deportes Ovalle decidió no postular para participar.
Los equipos mencionados serán parte de la Segunda División temporada 2014-15 tras llegar un acuerdo de cambiar los estatutos entre ANFP y ANFA para llegar a un total de 44 equipos profesionales. Para esta edición y después de dos temporadas, el campeón y subcampeón subirán de forma directa a la Segunda División Profesional 2014-15.
El campeón de este campeonato fue Arturo Fernández Vial quién a pesar de ganar el cupo en cancha, no accedió al fútbol profesional tras problemas con la ANFP. Por su parte Deportes Quilicura logró el subcampeonato y si logró acceder a la Segunda División Profesional de Chile.

## Equipos participantes

### Ascensos y descensos
| Pos. | Descendidos desde la 2° División 2012 |
| ---- | ------------------------------------- |
|      | No hubo                               |

| Pos. | Ascendidos a la 3° División A 2013 |
| ---- | ---------------------------------- |
| 1°   | Independiente                      |
| 2°   | Tomás Greig FC                     |
| 3°   | Sportverein Jugenland              |

### Datos de los equipos
| Equipo                 | Entrenador         | Comuna       | Estadio Principal        | Capacidad | Marca                | Patrocinador Principal |
| ---------------------- | ------------------ | ------------ | ------------------------ | --------- | -------------------- | ---------------------- |
| Arturo Fernández Vial  | Erwin Durán        | Concepción   | Municipal de Chiguayante | 3.000     | Romma                | Lucero                 |
| Colchagua CD           | Eduardo Cortázar   | San Fernando | Jorge Silva Valenzuela   | 5.900     | Fervore              | Greenvic S.A           |
| Defensor Casablanca    | Rodrigo Bendeck    | Casablanca   | Arturo Echazarreta       | 1.672     | DF                   | DPS Chile              |
| Deportes Quilicura     | Luis Saavedra      | Quilicura    | Municipal de Quilicura   | 1.225     | Training Profesional | Transportes Bello      |
| Deportes Santa Cruz    | Jaime Riveros      | Santa Cruz   | Joaquín Muñoz            | 5.000     | Lotto                | Multihogar             |
| Enfoque                | Héctor Irrazával   | Rancagua     | Patricio Mekis           | 2.000     | Dalponte             |                        |
| General Velásquez      | Luis Abarca        | San Vicente  | Municipal de San Vicente | 2.504     | PSport               | Multihogar             |
| Independiente          | Rubén Martínez     | Cauquenes    | Fiscal Manuel Moya Medel | 4.000     | Dalponte             | Constructora Pehuenche |
| Municipal La Pintana   | Christian Muñoz    | La Pintana   | Municipal de La Pintana  | 6.000     | Joma                 |                        |
| Municipal Mejillones   | Jaime Carreño      | Mejillones   | Municipal de Mejillones  | 1.500     | Romma                | La Escondida           |
| Provincial Talagante   | Hernán Peña        | Talagante    | Municipal Lucas Pacheco  | 2.883     | Marathon             | Santa Marta S.A.       |
| Pudahuel Barrancas     | Juan Carlos Alfaro | Pudahuel     | Modelo                   | 1.500     | Romma                |                        |
| Sportverein Jugendland | Jorge Guzmán       | Peñaflor     | Aurelio Domínguez        | 1.000     | Cabed Sport          |                        |
| Tomás Greig FC         | John Greig         | Rancagua     | Guillermo Saavedra       | 2.000     | Deportes Player      | SRC Metalúrgica        |

### Equipos porregión
| Región        | N.º | Equipos                                                                                         |
| ------------- | --- | ----------------------------------------------------------------------------------------------- |
| O'Higgins     | 5   | Colchagua CD, Deportes Santa Cruz, Enfoque, General Velásquez y Tomás Greig                     |
| Metropolitana | 5   | Provincial Talagante, Pudahuel Barrancas, Deportes Quilicura, Municipal La Pintana y Jugendland |
| Antofagasta   | 1   | Municipal Mejillones                                                                            |
| Valparaíso    | 1   | Defensor Casablanca                                                                             |
| Maule         | 1   | Independiente                                                                                   |
| Biobío        | 1   | Arturo Fernández Vial                                                                           |

## Primera fase

### Zona Norte
Fecha de actualización: 16 de noviembre de 2013
| Pos. | Equipos                | PTS | PJ | PG | PE | PP | GF | GC | DIF | Rend. |
| ---- | ---------------------- | --- | -- | -- | -- | -- | -- | -- | --- | ----- |
| 1º   | 'Deportes Quilicura'   | 26  | 12 | 7  | 3  | 2  | 24 | 12 | +12 | 66,6% |
| 2º   | Municipal Mejillones   | 22  | 12 | 6  | 4  | 2  | 25 | 18 | +13 | 57,5% |
| 3º   | 'Provincial Talagante' | 21  | 12 | 6  | 2  | 4  | 20 | 15 | +5  | 55,5% |
| 4º   | Defensor Casablanca    | 20  | 12 | 6  | 2  | 4  | 20 | 18 | +2  | 55,5% |
| 5º   | Tomás Greig FC         | 15  | 12 | 4  | 3  | 5  | 23 | 24 | -1  | 41,6% |
| 6º   | Pudahuel Barrancas     | 10  | 12 | 3  | 1  | 8  | 15 | 29 | -14 | 21,1% |
| 7º   | Sportverein Jugendland | 7   | 12 | 2  | 1  | 8  | 10 | 21 | -11 | 23,3% |

### Zona Sur
Fecha de actualización: 13 de noviembre de 2013
| Pos. | Equipos                 | PTS | PJ | PG | PE | PP | GF | GC | DIF | Rend. |
| ---- | ----------------------- | --- | -- | -- | -- | -- | -- | -- | --- | ----- |
| 1º   | 'Arturo Fernández Vial' | 29  | 12 | 8  | 2  | 2  | 18 | 10 | +8  | 69,4% |
| 2º   | Municipal La Pintana    | 23  | 12 | 7  | 2  | 3  | 22 | 15 | +7  | 63,8% |
| 3º   | 'Enfoque'               | 18  | 12 | 5  | 3  | 4  | 10 | 8  | +2  | 50%   |
| 4º   | Colchagua CD            | 15  | 12 | 4  | 3  | 5  | 20 | 20 | 0   | 41,6% |
| 5º   | Deportes Santa Cruz     | 13  | 12 | 4  | 1  | 7  | 17 | 21 | -4  | 30,3% |
| 6º   | Independiente           | 13  | 12 | 3  | 4  | 5  | 17 | 22 | -5  | 36,1% |
| 7º   | General Velásquez       | 8   | 12 | 1  | 5  | 6  | 13 | 21 | -8  | 22,2% |

- Bonificaciones: Arturo Fernández Vial +3, Deportes Quilicura +2, Provincial Talagante +1

- Sanciones: Sportverein Jugendland por los siguientes Motivos, no se presentó a los encuentros con Municipal Mejillones[2] y Pudahuel Barrancas. Estos últimos se dan por ganadores, por ende queda último en la tabla yendo a la liguilla de descenso, pero por haber cometido estas faltas graves, se va como descendido a la Tercera División B, por lo cual General Velásquez, seguirá una temporada más en la Tercera División A.

## Resultados

### Primera Rueda
|                             | Jugendland                  | 1 - 2 (enlace roto disponible en Internet Archive; véase el historial, la primera versión y la última). | Defensor Casablanca         |                             | Aurelio Domínguez           | 7 de septiembre             | 16:00 h                     | Norte |
|                             | Provincial Talagante        | 0 - 1 (enlace roto disponible en Internet Archive; véase el historial, la primera versión y la última). | Tomás Greig                 |                             | Municipal Lucas Pacheco     | 7 de septiembre             | 16:00 h                     | Norte |
|                             | Municipal La Pintana        | 3 - 2 (enlace roto disponible en Internet Archive; véase el historial, la primera versión y la última). | Deportes Santa Cruz         |                             | Municipal de La Pintana     | 7 de septiembre             | 16:00 h                     | Sur   |
|                             | Enfoque                     | 1 - 0                                                                                                   | Colchagua CD                |                             | Patricio Mekis              | 7 de septiembre             | 19:00 h                     | Sur   |
|                             | Deportes Quilicura          | 1 - 0 (enlace roto disponible en Internet Archive; véase el historial, la primera versión y la última). | Pudahuel Barrancas          |                             | Municipal de Quilicura      | 8 de septiembre             | 15:30 h                     | Norte |
|                             | General Velásquez           | 0 - 1 (enlace roto disponible en Internet Archive; véase el historial, la primera versión y la última). | Arturo Fernández Vial       |                             | Municipal de San Vicente    | 8 de septiembre             | 17:00 h                     | Sur   |
| Libre: Municipal Mejillones | Libre: Municipal Mejillones | Libre: Municipal Mejillones                                                                             | Libre: Municipal Mejillones | Libre: Municipal Mejillones | Libre: Municipal Mejillones | Libre: Municipal Mejillones | Libre: Municipal Mejillones | Norte |
| Libre: Independiente        | Libre: Independiente        | Libre: Independiente                                                                                    | Libre: Independiente        | Libre: Independiente        | Libre: Independiente        | Libre: Independiente        | Libre: Independiente        | Sur   |

|                            | Defensor Casablanca        | 2 - 2 (enlace roto disponible en Internet Archive; véase el historial, la primera versión y la última). | Deportes Quilicura         |                            | Arturo Echazarreta         | 14 de septiembre           | 17:00 hrs.                 | Norte |
|                            | Arturo Fernández Vial      | 1 - 0                                                                                                   | Municipal La Pintana       |                            | Municipal de Chiguayante   | 14 de septiembre           | 17:00 hrs.                 | Sur   |
|                            | Independiente              | 1 - 1                                                                                                   | Enfoque                    |                            | Fiscal Manuel Moya Medel   | 14 de septiembre           | 18:30 hrs.                 | Sur   |
|                            | Pudahuel Barrancas         | 1 - 4 (enlace roto disponible en Internet Archive; véase el historial, la primera versión y la última). | Provincial Talagante       |                            | Estadio Oscar Bonilla      | 14 de septiembre           | 19:00 hrs.                 | Norte |
|                            | Colchagua CD               | 1 - 2                                                                                                   | General Velásquez          |                            | Municipal Jorge Silva      | 15 de septiembre           | 16:00 hrs.                 | Sur   |
|                            | Jugendland                 | 1 - 1 (enlace roto disponible en Internet Archive; véase el historial, la primera versión y la última). | Municipal Mejillones       |                            | Aurelio Domínguez          | 2 de octubre               | 15:30 hrs.                 | Norte |
| Libre: Tomás Greig         | Libre: Tomás Greig         | Libre: Tomás Greig                                                                                      | Libre: Tomás Greig         | Libre: Tomás Greig         | Libre: Tomás Greig         | Libre: Tomás Greig         | Libre: Tomás Greig         | Norte |
| Libre: Deportes Santa Cruz | Libre: Deportes Santa Cruz | Libre: Deportes Santa Cruz                                                                              | Libre: Deportes Santa Cruz | Libre: Deportes Santa Cruz | Libre: Deportes Santa Cruz | Libre: Deportes Santa Cruz | Libre: Deportes Santa Cruz | Sur   |

|                  | Provincial Talagante | 2 - 1 Archivado el 27 de septiembre de 2013 en Wayback Machine.                                         | Defensor Casablanca   |                  | Municipal Lucas Pacheco  | 25 de septiembre | 16:00 hrs        | Norte |
|                  | Municipal La Pintana | 1 - 2 Archivado el 27 de septiembre de 2013 en Wayback Machine.                                         | Colchagua CD          |                  | Municipal de La Pintana  | 25 de septiembre | 19:00 hrs.       | Sur   |
|                  | Tomás Greig          | 4 - 0 Archivado el 27 de septiembre de 2013 en Wayback Machine.                                         | Pudahuel Barrancas    |                  | Guillermo Saavedra       | 25 de septiembre | 20:00 hrs.       | Norte |
|                  | General Velásquez    | 1 - 1 (enlace roto disponible en Internet Archive; véase el historial, la primera versión y la última). | Independiente         |                  | Municipal de San Vicente | 25 de septiembre | 20:00 hrs.       | Sur   |
|                  | Deportes Quilicura   | 0 - 0 (enlace roto disponible en Internet Archive; véase el historial, la primera versión y la última). | Municipal Mejillones  |                  | Municipal de Quilicura   | 29 de septiembre | 17:00 hrs        | Norte |
|                  | Deportes Santa Cruz  | 0 - 2                                                                                                   | Arturo Fernández Vial |                  | Municipal Joaquín Muñoz  | 2 de octubre     | 15:30 hrs.       | Sur   |
| Libre:Jugendland | Libre:Jugendland     | Libre:Jugendland                                                                                        | Libre:Jugendland      | Libre:Jugendland | Libre:Jugendland         | Libre:Jugendland | Libre:Jugendland | Norte |
| Libre: Enfoque   | Libre: Enfoque       | Libre: Enfoque                                                                                          | Libre: Enfoque        | Libre: Enfoque   | Libre: Enfoque           | Libre: Enfoque   | Libre: Enfoque   | Sur   |

|                              | Jugendland                   | 1 - 5 Archivado el 27 de septiembre de 2013 en Wayback Machine.                                         | Deportes Quilicura           |                              | Aurelio Domínguez            | 25 de septiembre             | 17:30 hrs.                   | Norte |
|                              | Defensor Casablanca          | 3 - 3                                                                                                   | Tomás Greig                  |                              | Arturo Echazarreta           | 28 de septiembre             | 16:00 hrs.                   | Norte |
|                              | Enfoque                      | 2 - 1 (enlace roto disponible en Internet Archive; véase el historial, la primera versión y la última). | General Velásquez            |                              | Guillermo Saavedra           | 28 de septiembre             | 20:00 hrs.                   | Sur   |
|                              | Colchagua CD                 | 2 - 1 (enlace roto disponible en Internet Archive; véase el historial, la primera versión y la última). | Deportes Santa Cruz          |                              | Municipal Jorge Silva        | 29 de septiembre             | 16:00 hrs.                   | Sur   |
|                              | Independiente                | 2 - 4 (enlace roto disponible en Internet Archive; véase el historial, la primera versión y la última). | Municipal La Pintana         |                              | Fiscal Manuel Moya Medel     | 29 de septiembre             | 17:00 hrs.                   | Sur   |
|                              | Municipal Mejillones         | 2 - 1 (enlace roto disponible en Internet Archive; véase el historial, la primera versión y la última). | Provincial Talagante         |                              | Municipal de Mejillones      | 16 de octubre                |                              | Norte |
| Libre: Pudahuel Barrancas    | Libre: Pudahuel Barrancas    | Libre: Pudahuel Barrancas                                                                               | Libre: Pudahuel Barrancas    | Libre: Pudahuel Barrancas    | Libre: Pudahuel Barrancas    | Libre: Pudahuel Barrancas    | Libre: Pudahuel Barrancas    | Norte |
| Libre: Arturo Fernández Vial | Libre: Arturo Fernández Vial | Libre: Arturo Fernández Vial                                                                            | Libre: Arturo Fernández Vial | Libre: Arturo Fernández Vial | Libre: Arturo Fernández Vial | Libre: Arturo Fernández Vial | Libre: Arturo Fernández Vial | Sur   |

|                           | Municipal La Pintana      | 0 - 0                                                                                                   | Enfoque                   |                           | Municipal de La Pintana   | 5 de octubre              | 15:00 hrs.                | Sur   |
|                           | Pudahuel Barrancas        | 2 - 3                                                                                                   | Defensor Casablanca       |                           | Estadio Oscar Bonilla     | 5 de octubre              | 16:00 hrs.                | Norte |
|                           | Tomás Greig               | 2 - 2                                                                                                   | Municipal Mejillones      |                           | Guillermo Saavedra        | 5 de octubre              | 20:00 hrs.                | Norte |
|                           | Arturo Fernández Vial     | 2 - 1 (enlace roto disponible en Internet Archive; véase el historial, la primera versión y la última). | Colchagua CD              |                           | Municipal de Chiguayante  | 6 de octubre              | 13:00 hrs.                | Sur   |
|                           | Deportes Santa Cruz       | 1 - 0                                                                                                   | Independiente             |                           | Municipal Joaquín Muñoz   | 6 de octubre              | 16:00 hrs.                | Sur   |
|                           | Provincial Talagante      | 3 - 0 (enlace roto disponible en Internet Archive; véase el historial, la primera versión y la última). | Jugendland                |                           | Municipal Lucas Pacheco   | 6 de octubre              | 16:00 hrs.                | Norte |
| Libre: Deportes Quilicura | Libre: Deportes Quilicura | Libre: Deportes Quilicura                                                                               | Libre: Deportes Quilicura | Libre: Deportes Quilicura | Libre: Deportes Quilicura | Libre: Deportes Quilicura | Libre: Deportes Quilicura | Norte |
| Libre: General Velásquez  | Libre: General Velásquez  | Libre: General Velásquez                                                                                | Libre: General Velásquez  | Libre: General Velásquez  | Libre: General Velásquez  | Libre: General Velásquez  | Libre: General Velásquez  | Sur   |

|                            | Jugendland                 | 3 - 2 (enlace roto disponible en Internet Archive; véase el historial, la primera versión y la última). | Tomás Greig                |                            | Aurelio Domínguez          | 6 de octubre               | 12:00 hrs.                 | Norte |
|                            | Deportes Quilicura         | 1 - 1 (enlace roto disponible en Internet Archive; véase el historial, la primera versión y la última). | Provincial Talagante       |                            | Municipal de Quilicura     | 6 de octubre               | 16:30 hrs                  | Norte |
|                            | Independiente              | 1 - 3                                                                                                   | Arturo Fernández Vial      |                            | Fiscal Manuel Moya Medel   | 6 de octubre               | 18:00 hrs.                 | Sur   |
|                            | Enfoque                    | 2 - 1 (enlace roto disponible en Internet Archive; véase el historial, la primera versión y la última). | Deportes Santa Cruz        |                            | Guillermo Saavedra         | 6 de octubre               | 20:00 hrs.                 | Sur   |
|                            | Municipal Mejillones       | 6 - 0 (enlace roto disponible en Internet Archive; véase el historial, la primera versión y la última). | Pudahuel Barrancas         |                            | Municipal de Mejillones    | 6 de octubre               | 20:00 hrs.                 | Norte |
|                            | General Velásquez          | 1 - 1 (enlace roto disponible en Internet Archive; véase el historial, la primera versión y la última). | Municipal La Pintana       |                            | Municipal de San Vicente   | 6 de octubre               | 20:30 hrs.                 | Sur   |
| Libre: Defensor Casablanca | Libre: Defensor Casablanca | Libre: Defensor Casablanca                                                                              | Libre: Defensor Casablanca | Libre: Defensor Casablanca | Libre: Defensor Casablanca | Libre: Defensor Casablanca | Libre: Defensor Casablanca | Norte |
| Libre: Colchagua CD        | Libre: Colchagua CD        | Libre: Colchagua CD                                                                                     | Libre: Colchagua CD        | Libre: Colchagua CD        | Libre: Colchagua CD        | Libre: Colchagua CD        | Libre: Colchagua CD        | Sur   |

|                             | Deportes Santa Cruz         | 3 - 3 (enlace roto disponible en Internet Archive; véase el historial, la primera versión y la última). | General Velásquez           |                             | Municipal Joaquín Muñoz     | 12 de octubre               | 16:00 hrs.                  | Sur   |
|                             | Pudahuel Barrancas          | 0 - 1 (enlace roto disponible en Internet Archive; véase el historial, la primera versión y la última). | Jugendland                  |                             | Estadio Oscar Bonilla       | 12 de octubre               | 19:00 hrs.                  | Norte |
|                             | Tomás Greig                 | 1 - 3 (enlace roto disponible en Internet Archive; véase el historial, la primera versión y la última). | Deportes Quilicura          |                             | Guillermo Saavedra          | 12 de octubre               | 20:00 hrs.                  | Norte |
|                             | Defensor Casablanca         | 3 - 1 (enlace roto disponible en Internet Archive; véase el historial, la primera versión y la última). | Municipal Mejillones        |                             | Arturo Echazarreta          | 13 de octubre               | 16:00 hrs.                  | Norte |
|                             | Colchagua CD                | 1 - 1 (enlace roto disponible en Internet Archive; véase el historial, la primera versión y la última). | Independiente               |                             | Municipal Jorge Silva       | 13 de octubre               | 16:00 hrs.                  | Sur   |
|                             | Arturo Fernández Vial       | 0 - 2 (enlace roto disponible en Internet Archive; véase el historial, la primera versión y la última). | Enfoque                     |                             | Municipal de Chiguayante    | 13 de octubre               | 18:00 hrs.                  | Sur   |
| Libre: Provincial Talagante | Libre: Provincial Talagante | Libre: Provincial Talagante                                                                             | Libre: Provincial Talagante | Libre: Provincial Talagante | Libre: Provincial Talagante | Libre: Provincial Talagante | Libre: Provincial Talagante | Norte |
| Libre: Municipal La Pintana | Libre: Municipal La Pintana | Libre: Municipal La Pintana                                                                             | Libre: Municipal La Pintana | Libre: Municipal La Pintana | Libre: Municipal La Pintana | Libre: Municipal La Pintana | Libre: Municipal La Pintana | Sur   |

### Segunda Rueda
|                             | Defensor Casablanca         | 2 - 1 (enlace roto disponible en Internet Archive; véase el historial, la primera versión y la última). | Jugendland                  |                             | Arturo Echazarreta          | 19 de octubre               | 17:00 hrs.                  | Norte |
|                             | Arturo Fernández Vial       | 2 - 1 (enlace roto disponible en Internet Archive; véase el historial, la primera versión y la última). | General Velásquez           |                             | Municipal de Chiguayante    | 19 de octubre               | 17:00 hrs.                  | Sur   |
|                             | Tomás Greig                 | 2 - 5 (enlace roto disponible en Internet Archive; véase el historial, la primera versión y la última). | Provincial Talagante        |                             | Guillermo Saavedra          | 19 de octubre               | 20:00 hrs.                  | Norte |
|                             | Colchagua CD                | 2 - 0 (enlace roto disponible en Internet Archive; véase el historial, la primera versión y la última). | Enfoque                     |                             | Municipal Jorge Silva       | 20 de octubre               | 16:00 hrs.                  | Sur   |
|                             | Deportes Santa Cruz         | 1 - 2 (enlace roto disponible en Internet Archive; véase el historial, la primera versión y la última). | Municipal La Pintana        |                             | Municipal Joaquín Muñoz     | 20 de octubre               | 17:00 hrs.                  | Sur   |
|                             | Pudahuel Barrancas          | 1 - 2 (enlace roto disponible en Internet Archive; véase el historial, la primera versión y la última). | Deportes Quilicura          |                             | Estadio Oscar Bonilla       | 20 de octubre               | 20:00 hrs.                  | Norte |
| Libre: Municipal Mejillones | Libre: Municipal Mejillones | Libre: Municipal Mejillones                                                                             | Libre: Municipal Mejillones | Libre: Municipal Mejillones | Libre: Municipal Mejillones | Libre: Municipal Mejillones | Libre: Municipal Mejillones | Norte |
| Libre: Independiente        | Libre: Independiente        | Libre: Independiente                                                                                    | Libre: Independiente        | Libre: Independiente        | Libre: Independiente        | Libre: Independiente        | Libre: Independiente        | Sur   |

|                            | Deportes Quilicura         | 2 - 1 (enlace roto disponible en Internet Archive; véase el historial, la primera versión y la última). | Defensor Casablanca        |                            | Municipal de Quilicura     | 23 de octubre              | 12:00 hrs.                 | Norte |
|                            | Provincial Talagante       | 0 - 1 (enlace roto disponible en Internet Archive; véase el historial, la primera versión y la última). | Pudahuel Barrancas         |                            | Estadio Lucas Pacheco      | 23 de octubre              | 16:30 hrs.                 | Norte |
|                            | Municipal La Pintana       | 1 - 2 (enlace roto disponible en Internet Archive; véase el historial, la primera versión y la última). | Arturo Fernández Vial      |                            | Municipal de La Pintana    | 23 de octubre              | 17:30 hrs.                 | Sur   |
|                            | Enfoque                    | 0 - 1 (enlace roto disponible en Internet Archive; véase el historial, la primera versión y la última). | Independiente              |                            | Guillermo Saavedra         | 23 de octubre              | 20:00 hrs.                 | Sur   |
|                            | General Velásquez          | 3 - 3 (enlace roto disponible en Internet Archive; véase el historial, la primera versión y la última). | Colchagua CD               |                            | Municipal de San Vicente   | 23 de octubre              | 20:30 hrs.                 | Sur   |
|                            | Municipal Mejillones       | 1 - 0                                                                                                   | Jugendland                 |                            | Municipal de Mejillones    | 20 de noviembre            |                            | Norte |
| Libre: Tomás Greig         | Libre: Tomás Greig         | Libre: Tomás Greig                                                                                      | Libre: Tomás Greig         | Libre: Tomás Greig         | Libre: Tomás Greig         | Libre: Tomás Greig         | Libre: Tomás Greig         | Norte |
| Libre: Deportes Santa Cruz | Libre: Deportes Santa Cruz | Libre: Deportes Santa Cruz                                                                              | Libre: Deportes Santa Cruz | Libre: Deportes Santa Cruz | Libre: Deportes Santa Cruz | Libre: Deportes Santa Cruz | Libre: Deportes Santa Cruz | Sur   |

|                  | Defensor Casablanca   | 0 - 1 (enlace roto disponible en Internet Archive; véase el historial, la primera versión y la última). | Provincial Talagante |                  | Arturo Echazarreta       | 26 de octubre    | 17:00 hrs        | Norte |
|                  | Independiente         | 1 - 0 (enlace roto disponible en Internet Archive; véase el historial, la primera versión y la última). | General Velásquez    |                  | Fiscal Manuel Moya Medel | 26 de octubre    | 17:30 hrs.       | Sur   |
|                  | Municipal Mejillones  | 2 - 1 (enlace roto disponible en Internet Archive; véase el historial, la primera versión y la última). | Deportes Quilicura   |                  | Municipal de Mejillones  | 26 de octubre    | 20:00 hrs        | Norte |
|                  | Arturo Fernández Vial | 3 - 0 (enlace roto disponible en Internet Archive; véase el historial, la primera versión y la última). | Deportes Santa Cruz  |                  | Municipal de Chiguayante | 27 de octubre    | 13:00 hrs.       | Sur   |
|                  | Colchagua CD          | 2 - 3 (enlace roto disponible en Internet Archive; véase el historial, la primera versión y la última). | Municipal La Pintana |                  | Municipal Jorge Silva    | 27 de octubre    | 16:00 hrs.       | Sur   |
|                  | Pudahuel Barrancas    | 3 - 3 (enlace roto disponible en Internet Archive; véase el historial, la primera versión y la última). | Tomás Greig          |                  | Estadio Oscar Bonilla    | 27 de octubre    | 20:00 hrs.       | Norte |
| Libre:Jugendland | Libre:Jugendland      | Libre:Jugendland                                                                                        | Libre:Jugendland     | Libre:Jugendland | Libre:Jugendland         | Libre:Jugendland | Libre:Jugendland | Norte |
| Libre: Enfoque   | Libre: Enfoque        | Libre: Enfoque                                                                                          | Libre: Enfoque       | Libre: Enfoque   | Libre: Enfoque           | Libre: Enfoque   | Libre: Enfoque   | Sur   |

|                              | Municipal La Pintana         | 2 - 1 (enlace roto disponible en Internet Archive; véase el historial, la primera versión y la última). | Independiente                |                              | Municipal de La Pintana      | 31 de octubre                | 18:00 hrs.                   | Sur   |
|                              | Deportes Santa Cruz          | 2 - 0 (enlace roto disponible en Internet Archive; véase el historial, la primera versión y la última). | Colchagua CD                 |                              | Joaquín Muñoz                | 1 de noviembre               | 17:30 hrs.                   | Sur   |
|                              | Tomás Greig                  | 0 - 1 (enlace roto disponible en Internet Archive; véase el historial, la primera versión y la última). | Defensor Casablanca          |                              | Guillermo Saavedra           | 1 de noviembre               | 20:00 hrs.                   | Norte |
|                              | General Velásquez            | 0 - 0 (enlace roto disponible en Internet Archive; véase el historial, la primera versión y la última). | Enfoque                      |                              | Municipal de San Vicente     | 2 de noviembre               | 20:30 hrs.                   | Sur   |
|                              | Deportes Quilicura           | 3 - 1 (enlace roto disponible en Internet Archive; véase el historial, la primera versión y la última). | Jugendland                   |                              | Municipal de Quilicura       | 3 de noviembre               | 16:30 hrs.                   | Norte |
|                              | Provincial Talagante         | 2 - 2 (enlace roto disponible en Internet Archive; véase el historial, la primera versión y la última). | Municipal Mejillones         |                              | Lucas Pacheco                | 13 de noviembre              | 16:30 hrs.                   | Norte |
| Libre: Pudahuel Barrancas    | Libre: Pudahuel Barrancas    | Libre: Pudahuel Barrancas                                                                               | Libre: Pudahuel Barrancas    | Libre: Pudahuel Barrancas    | Libre: Pudahuel Barrancas    | Libre: Pudahuel Barrancas    | Libre: Pudahuel Barrancas    | Norte |
| Libre: Arturo Fernández Vial | Libre: Arturo Fernández Vial | Libre: Arturo Fernández Vial                                                                            | Libre: Arturo Fernández Vial | Libre: Arturo Fernández Vial | Libre: Arturo Fernández Vial | Libre: Arturo Fernández Vial | Libre: Arturo Fernández Vial | Sur   |

|                           | Colchagua CD              | 1 - 1 (enlace roto disponible en Internet Archive; véase el historial, la primera versión y la última). | Arturo Fernández Vial     |                           | Municipal Jorge Silva     | 6 de noviembre            | 12:00 hrs.                | Sur   |
|                           | Jugendland                | 0 - 1 (enlace roto disponible en Internet Archive; véase el historial, la primera versión y la última). | Provincial Talagante      |                           | Aurelio Domínguez         | 6 de noviembre            | 17:30 hrs.                | Norte |
|                           | Independiente             | 4 - 3 (enlace roto disponible en Internet Archive; véase el historial, la primera versión y la última). | Deportes Santa Cruz       |                           | Fiscal Manuel Moya Medel  | 6 de noviembre            | 18:00 hrs.                | Sur   |
|                           | Enfoque                   | 0 - 1 (enlace roto disponible en Internet Archive; véase el historial, la primera versión y la última). | Municipal La Pintana      |                           | Guillermo Saavedra        | 6 de noviembre            | 20:00 hrs.                | Sur   |
|                           | Defensor Casablanca       | 2 - 0 (enlace roto disponible en Internet Archive; véase el historial, la primera versión y la última). | Pudahuel Barrancas        |                           | Arturo Echazarreta        | 6 de noviembre            | 20:00 hrs.                | Norte |
|                           | Municipal Mejillones      | 3 - 1 (enlace roto disponible en Internet Archive; véase el historial, la primera versión y la última). | Tomás Greig               |                           | Municipal de Mejillones   | 6 de noviembre            | 20:00 hrs.                | Norte |
| Libre: Deportes Quilicura | Libre: Deportes Quilicura | Libre: Deportes Quilicura                                                                               | Libre: Deportes Quilicura | Libre: Deportes Quilicura | Libre: Deportes Quilicura | Libre: Deportes Quilicura | Libre: Deportes Quilicura | Norte |
| Libre: General Velásquez  | Libre: General Velásquez  | Libre: General Velásquez                                                                                | Libre: General Velásquez  | Libre: General Velásquez  | Libre: General Velásquez  | Libre: General Velásquez  | Libre: General Velásquez  | Sur   |

|                            | Provincial Talagante       | 0 - 4 (enlace roto disponible en Internet Archive; véase el historial, la primera versión y la última). | Deportes Quilicura         |                            | Lucas Pacheco              | 9 de noviembre             | 16:30 hrs                  | Norte |
|                            | Municipal La Pintana       | 4 - 1 (enlace roto disponible en Internet Archive; véase el historial, la primera versión y la última). | General Velásquez          |                            | Municipal de La Pintana    | 9 de noviembre             | 18:00 hrs.                 | Sur   |
|                            | Arturo Fernández Vial      | 1 - 1 (enlace roto disponible en Internet Archive; véase el historial, la primera versión y la última). | Independiente              |                            | Municipal de Chiguayante   | 10 de noviembre            | 17:30 hrs.                 | Sur   |
|                            | Deportes Santa Cruz        | 1 - 0 (enlace roto disponible en Internet Archive; véase el historial, la primera versión y la última). | Enfoque                    |                            | Joaquín Muñoz              | 10 de noviembre            | 17:30 hrs.                 | Sur   |
|                            | Tomás Greig                | 2 - 1 (enlace roto disponible en Internet Archive; véase el historial, la primera versión y la última). | Jugendland                 |                            | Guillermo Saavedra         | 10 de noviembre            | 20:00 hrs.                 | Norte |
|                            | Pudahuel Barrancas         | 4 - 3 (enlace roto disponible en Internet Archive; véase el historial, la primera versión y la última). | Municipal Mejillones       |                            | Oscar Bonilla              | 10 de noviembre            | 20:00 hrs.                 | Norte |
| Libre: Defensor Casablanca | Libre: Defensor Casablanca | Libre: Defensor Casablanca                                                                              | Libre: Defensor Casablanca | Libre: Defensor Casablanca | Libre: Defensor Casablanca | Libre: Defensor Casablanca | Libre: Defensor Casablanca | Norte |
| Libre: Colchagua CD        | Libre: Colchagua CD        | Libre: Colchagua CD                                                                                     | Libre: Colchagua CD        | Libre: Colchagua CD        | Libre: Colchagua CD        | Libre: Colchagua CD        | Libre: Colchagua CD        | Sur   |

|                             | Deportes Quilicura          | 0 - 2 (enlace roto disponible en Internet Archive; véase el historial, la primera versión y la última). | Tomás Greig                 |                             | Municipal de Quilicura      | 13 de noviembre             | 12:00 hrs.                  | Norte |
|                             | Independiente               | 3 - 5 (enlace roto disponible en Internet Archive; véase el historial, la primera versión y la última). | Colchagua CD                |                             | Fiscal Manuel Moya Medel    | 13 de noviembre             | 18:00 hrs.                  | Sur   |
|                             | Enfoque                     | 2 - 0 (enlace roto disponible en Internet Archive; véase el historial, la primera versión y la última). | Arturo Fernández Vial       |                             | Guillermo Saavedra          | 13 de noviembre             | 18:00 hrs.                  | Sur   |
|                             | General Velásquez           | 0 - 2 (enlace roto disponible en Internet Archive; véase el historial, la primera versión y la última). | Deportes Santa Cruz         |                             | Municipal de San Vicente    | 13 de noviembre             | 20:30 hrs.                  | Sur   |
|                             | Municipal Mejillones        | 3 - 0 (enlace roto disponible en Internet Archive; véase el historial, la primera versión y la última). | Defensor Casablanca         |                             | Municipal de Mejillones     | 16 de noviembre             | 20:00 hrs.                  | Norte |
|                             | Jugendland                  | 0 - 1                                                                                                   | Pudahuel Barrancas          |                             | Aurelio Domínguez           | 25 de noviembre             | 18:00 hrs.                  | Norte |
| Libre: Provincial Talagante | Libre: Provincial Talagante | Libre: Provincial Talagante                                                                             | Libre: Provincial Talagante | Libre: Provincial Talagante | Libre: Provincial Talagante | Libre: Provincial Talagante | Libre: Provincial Talagante | Norte |
| Libre: Municipal La Pintana | Libre: Municipal La Pintana | Libre: Municipal La Pintana                                                                             | Libre: Municipal La Pintana | Libre: Municipal La Pintana | Libre: Municipal La Pintana | Libre: Municipal La Pintana | Libre: Municipal La Pintana | Sur   |

## Fase final
Actualizado el 14 de diciembre de 2013.
| Pos. | Equipos                 | PTS | PJ | PG | PE | PP | GF | GC | DIF | REND. |
| ---- | ----------------------- | --- | -- | -- | -- | -- | -- | -- | --- | ----- |
| 1º   | 'Arturo Fernández Vial' | 16  | 6  | 5  | 1  | 0  | 14 | 6  | +8  | 88,8% |
| 2º   | 'Deportes Quilicura'    | 10  | 6  | 3  | 1  | 2  | 10 | 6  | +4  | 55,5% |
| 3º   | 'Provincial Talagante'  | 4   | 6  | 1  | 1  | 4  | 3  | 8  | -5  | 22,2% |
| 4º   | 'Enfoque'               | 4   | 6  | 1  | 1  | 4  | 5  | 12 | -7  | 22,2% |

     Campeón. Asciende de manera deportiva a la Segunda División Profesional 2014-15.

     Subcampeón. Asciende de manera deportiva a la Segunda División Profesional 2014-15.

## Resultados fase final

### Primera Rueda
|  | Provincial Talagante | 0 - 1 (enlace roto disponible en Internet Archive; véase el historial, la primera versión y la última). | Arturo Fernández Vial |  | Lucas Pacheco          | 23 de noviembre | 18:00 hrs. |
|  | Deportes Quilicura   | 2 - 0 (enlace roto disponible en Internet Archive; véase el historial, la primera versión y la última). | Enfoque               |  | Municipal de Quilicura | 24 de noviembre | 17:00 hrs. |

|  | Arturo Fernández Vial | 4 - 1 (enlace roto disponible en Internet Archive; véase el historial, la primera versión y la última). | Enfoque            |  | El Morro      | 30 de noviembre | 16:00 hrs. |
|  | Provincial Talagante  | 1 - 1 (enlace roto disponible en Internet Archive; véase el historial, la primera versión y la última). | Deportes Quilicura |  | Lucas Pacheco | 30 de noviembre | 18:00 hrs. |

|  | Deportes Quilicura | 1 - 2 | Arturo Fernández Vial |  | Municipal de Quilicura | 8 de diciembre | 17:00 hrs. |
|  | Enfoque            | 1 - 0 | Provincial Talagante  |  | Guillermo Saavedra     | 8 de diciembre | 20:00 hrs. |

### Segunda Rueda
|  | Arturo Fernández Vial | 2 - 0 | Provincial Talagante |  | El Morro           | 13 de diciembre | 17:00 hrs. |
|  | Enfoque               | 0 - 2 | Deportes Quilicura   |  | Guillermo Saavedra | 14 de diciembre | 20:00 hrs. |

|  | Deportes Quilicura | 3 - 1 | Provincial Talagante  |  | Santiago Bueras       | 21 de diciembre | 19:15 hrs. |
|  | Enfoque            | 3 - 3 | Arturo Fernández Vial |  | Municipal de Rancagua | 21 de diciembre | 19:15 hrs. |

|  | Arturo Fernández Vial | 2 - 1 | Deportes Quilicura |  | El Morro      | 28 de diciembre | 18:00 hrs. |
|  | Provincial Talagante  | 1 - 0 | Enfoque            |  | Lucas Pacheco | 28 de diciembre | 18:30 hrs. |

### Campeón
| Chile                           |
| Arturo Fernández Vial 2º Título |